# Kenny Acheson
Kenny Acheson (n. 27 noiembrie 1957, Cookstown, Irlanda de Nord) este un fost pilot britanic de Formula 1 care a evoluat în Campionatul Mondial între anii 1983 și 1985.